# San Cayetano (Cundinamarca)
Pour les articles homonymes, voir San Cayetano.
San Cayetano est une municipalité située dans le département de Cundinamarca, en Colombie.